# Cyathea acantha
Cyathea acantha är en ormbunkeart som först beskrevs av Sehnem, och fick sitt nu gällande namn av Lehnert. Cyathea acantha ingår i släktet Cyathea och familjen Cyatheaceae. Inga underarter finns listade.